# Anglo-Bataafs condominium

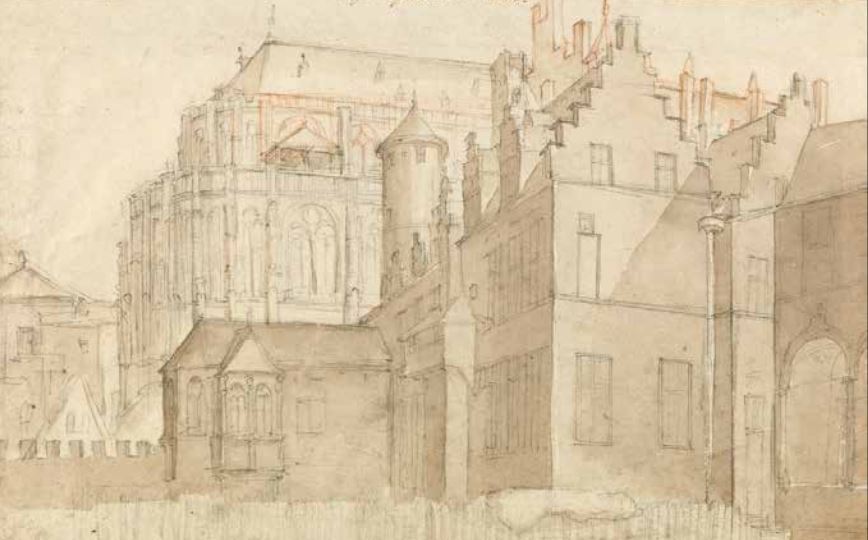
Het Hof van Hoogstraten in Brussel, zetel van de conferentie die het condominium bestuurde.

Het Anglo-Bataafs condominium was het bezettingsbestuur van 1706 tot 1716 over grote delen van de Zuidelijke Nederlanden. Het condominium werd gevormd door de Republiek der Verenigde Nederlanden en het Koninkrijk Groot-Brittannië.

## Context
De Spaanse Successieoorlog, waarin een Spaans-Franse combinatie zich verdedigde tegen een alliantie van Nederlanders, Engelsen en Oostenrijkers, werd voor een groot deel uitgevochten in de Spaanse Nederlanden. Deze kwamen onder Frans bestuur in het zogenaamde Anjouaans bewind. Bergeyck gaf uitvoering aan een centraliserende politiek die als despotisch werd ervaren. De Raad van State, de Geheime Raad en andere instellingen werden afgeschaft, met als gevolg dat sommige elementen van de hoge adel en ambtenarij aan macht inboetten.
De Anglo-Bataafse legermacht onder Marlborough forceerde in mei 1706 een doorbraak in de Slag bij Ramillies. Er volgde een snelle bezetting van het hertogdom Brabant, de heerlijkheid Mechelen en grote delen van het graafschap Vlaanderen. Oostende moest worden belegerd en Nieuwpoort bleef Frans. Het graafschap Henegouwen werd in 1709 ook veroverd door de coalitie, zodat haast alleen Namen en Luxemburg hen nog ontsnapten.

## Conferentie
De bezette gebieden werden nominaal onder Karel III van Oostenrijk gebracht, de Habsburgse tegenkandidaat, maar hij verbleef in Barcelona en liet zich niet in met het bestuur. Dat werd in juli 1706 toevertrouwd aan een conferentie waarin de Zeemogendheden Nederland en Engeland elk twee gevolmachtigden hadden. Deze conferentie, die zetelde in het Hof van Hoogstraten te Brussel, gaf instructies aan de heropgerichte Raad van State en Geheime Raad.
De Staten-Generaal van de Republiek duidden de regent Johan van den Bergh en baron Frederik Adriaan van Reede van Renswoude aan als gevolmachtigden in de conferentie. Voor Engeland zaten
Marlborough en George Stepney erin. Zij waren vaak afwezig en lieten het beleid grotendeels over aan de Nederlanders. Marlboroughs militaire rechterhand William Cadogan volgde in 1707 de overleden Stepney op, maar hij liet zich frequent vervangen door John Laws en werd in 1711 opgevolgd door Charles Boyle. Marlborough was op het thuisfront in diskrediet geraakt, waardoor Henry St John de nieuwe sterke man werd in Brussel, hoewel hij niet in de conferentie zetelde.

## Beleid
Vanwege de Franse hervormingsdrift werd de machtsovername door het condominium aanvankelijk eerder positief onthaald in de bezette gebieden, al was er argwaan tegen het protestantisme van de twee Zeemogendheden. Zij maakten van het condominium gebruik om hun eigen maritieme en economische belangen te dienen. Tollen en douanetarieven werden op het niveau van 1680 vastgezet, dat nadelig was vanuit binnenlands oogpunt. Voor het overige werden bij gebrek aan consensus tussen de Zeemogendheden geen maatregelen van blijvende betekenis doorgevoerd.
Niettemin was er sprake van stijgende onvrede, vooral gevoed door de barrière-politiek waarop de Republiek gefixeerd was. Deze vond krachtig uitdrukking in het Verdrag van Utrecht (1713) en werd uiteindelijk iets teruggeschroefd in het derde Barrièretraktaat (1715), dat werd geratificeerd op 31 januari 1716. Ondanks de soevereiniteitsoverdracht die de volgende maand plaatsvond, behield de Republiek een mate van territoriale controle over de Oostenrijkse Nederlanden.

## Voetnoten
1. ↑  R.T.P. Wiche, Nederland als voorbeeldige natie, 2006, p. 80